# Jacques Songo’o
Jacques Songo’o, (ur. 17 marca 1964 roku w Sackbayémé w Kamerunie) – kameruński piłkarz (bramkarz). 
Reprezentant Kamerunu. Uczestnik czterech mistrzostw świata: 1990, 1994, 1998, 2002. Rozegrał cztery mecze. 
Po występach w Canon Jaunde przeniósł się w 1989 roku do klubu SC Toulon na trzy sezony. Rozegrał tylko 22 mecze w lidze. W 1992 roku przeniósł się na rok do Le Mans FC. Rozegrał 22 mecze w lidze. W 1993 roku trzyletni kontrakt z FC Metz. W 1996 roku zdobył pierwsze trofeum w klubowej karierze: Puchar Ligi. W sumie w lidze w barwach FC Metz zagrał w 127 meczach. W 1996 roku do klubu Primera División, Deportivo La Coruña, z którym podpisał 5-letni kontrakt. Już w pierwszym sezonie spędzonym w La Coruña pokazał klasę. W sezonie 1996/97 został wybranym najlepszym bramkarzem ligi hiszpańskiej. Największe sukcesy odniósł w sezonie 1999/00. Zdobył z drużyną tytuł mistrza Hiszpanii oraz Superpuchar Hiszpanii. Kiedy do klubu przeszedł Jose Francisco Molina, Songo’o stracił miejsce w jedenastce Deportivo. Z Deportivo odszedł w 2001 roku. Sumie w barwach Deportivo rozegrał 151 meczów ligowych. W reprezentacji zadebiutował w latach 90. Znalazł się w kadrze na mundial 1990 oraz na Puchar Narodów Afryki. W maju pojechał wraz z reprezentacją do USA na mundial.Trener Kamerunu Henri Michel wystawił go na mecz z Rosją, z którym Kamerun przegrał 1:6. W 1998 roku Songo’o pojechał wraz z drużyną na mundial do Francji, gdzie nie wyszli z grupy.Rok 2000 rok przyniósł Nieposkromionym Lwom sukcesy: triumf w Pucharze Narodów Afryki (2000) i (2002), udział na mundialu w Korei i Japonii. Songo’o był w składzie Kamerunu na Igrzyska Olimpijskie w 1984 roku.

## Życie rodzinne
Jego syn Franck grał w reprezentacji Francji U-19.